# Jack Dempsey (rugbista)
John Francis Dempsey (Sídney, 12 de abril de 1994) es un jugador australiano de rugby que se desempeña como ala y juega en los NSW Waratahs, franquicia del Super Rugby. Es internacional con los escocia desde 2017.

## Carrera
En 2014 debutó como profesional en el National Rugby Championship, la competición australiana, con los Sydney Rays. A fines de ese año firmó un contrato profesional con los New South Wales Waratahs para participar del Super Rugby 2015 y desde entonces juega con ellos.

## Selección nacional
En 2013 y 2014 representó a los Junior Wallabies, compitiendo en el Campeonato Mundial. El equipo no logró clasificarse a la fase final en Francia 2013 ni en Nueva Zelanda 2014.

### Wallabies
Michael Cheika lo convocó a los Wallabies para disputar los test matches de mitad de año 2017 y debutó frente a la Azzurri, siendo éste su único partido de la ventana. Su buen nivel le permitió ser convocado nuevamente para The Rugby Championship 2017, logró ser titular en la mitad de los partidos y desde aquel torneo siempre fue seleccionado.
En los test matches de fin de año 2018 Dempsey fue titular en todos los enfrentamientos. Hasta el momento lleva en total 10 partidos jugados y ningún punto marcado.